# Jules Le Chevrel
Jules Le Chevrel (França, 1810 — Rio de Janeiro, 1872) foi um pintor e desenhista francês estabelecido no Brasil, provavelmente em meados da década de 1840.

## Biografia
Iniciou seus estudos de pintura na École des Beaux Arts de Paris, onde recebeu várias premiações. Vindo ao Brasil, foi pintor da corte de D. Pedro II.
Era um excelente retratista, além de pintor de temas históricos e aquarelista. Foi professor na Academia Imperial de Belas Artes, primeiramente como interino, substituindo Pedro Américo e Vitor Meireles e, posteriormente, titular da cadeira de Desenho. Seu aluno mais famoso foi Almeida Júnior.

### Exposições
Expôs várias vezes nas Exposições Gerais, onde obteve, em 1847, a medalha de ouro e, em 1850, o grau de Cavaleiro da Imperial Ordem da Rosa, que lhe foi conferido pelo próprio Imperador.

### Principais trabalhos
No gênero do retrato, destacam-se os de D. Pedro II e do menino Domingos Custódio Guimarães, futuro Barão do Rio Preto. O retrato de corpo inteiro do imperador mostra-o com os trajes que usou na cerimônia de sua coroação, envergando nos ombros a famosa murça de penas de galos-da-serra, belíssimo pássaro amarelo dourado que habita o extremo norte do país
Outras composições de destaque de sua autoria intitulam-se Paraguaçu e Diogo Alvarez Correia, que foi exibida na Exposição de 1863, e Sócrates afastando Alcebíades do vício.